# Хустская городская община
Хустская городская общи́на (укр. Хустська міська громада) — территориальная община в Хустском районе Закарпатской области Украины.
Административный центр — город Хуст.
Население составляет 81 136 человек. Площадь — 407 км².

## Населённые пункты
В состав общины входят один город (Хуст) и 27 сёл: Заречное, Киреши, Чертиж, Боронява, Иза, Карповтлаш, Крайниково, Кошелёво, Залом, Крива, Липча, Кривой, Крайнее, Осава, Липовец, Нанково, Нижнее Селище, Рокосово, Вертеп, Сокирница, Стеблёвка, Данилово, Александровка, Копашново, Лунка, Поляна и Хустец.